# Brustrekonstruktion
Brustrekonstruktion ist die plastische Rekonstruktion der weiblichen Brust nach Operationen, häufig wegen Brustkrebs.

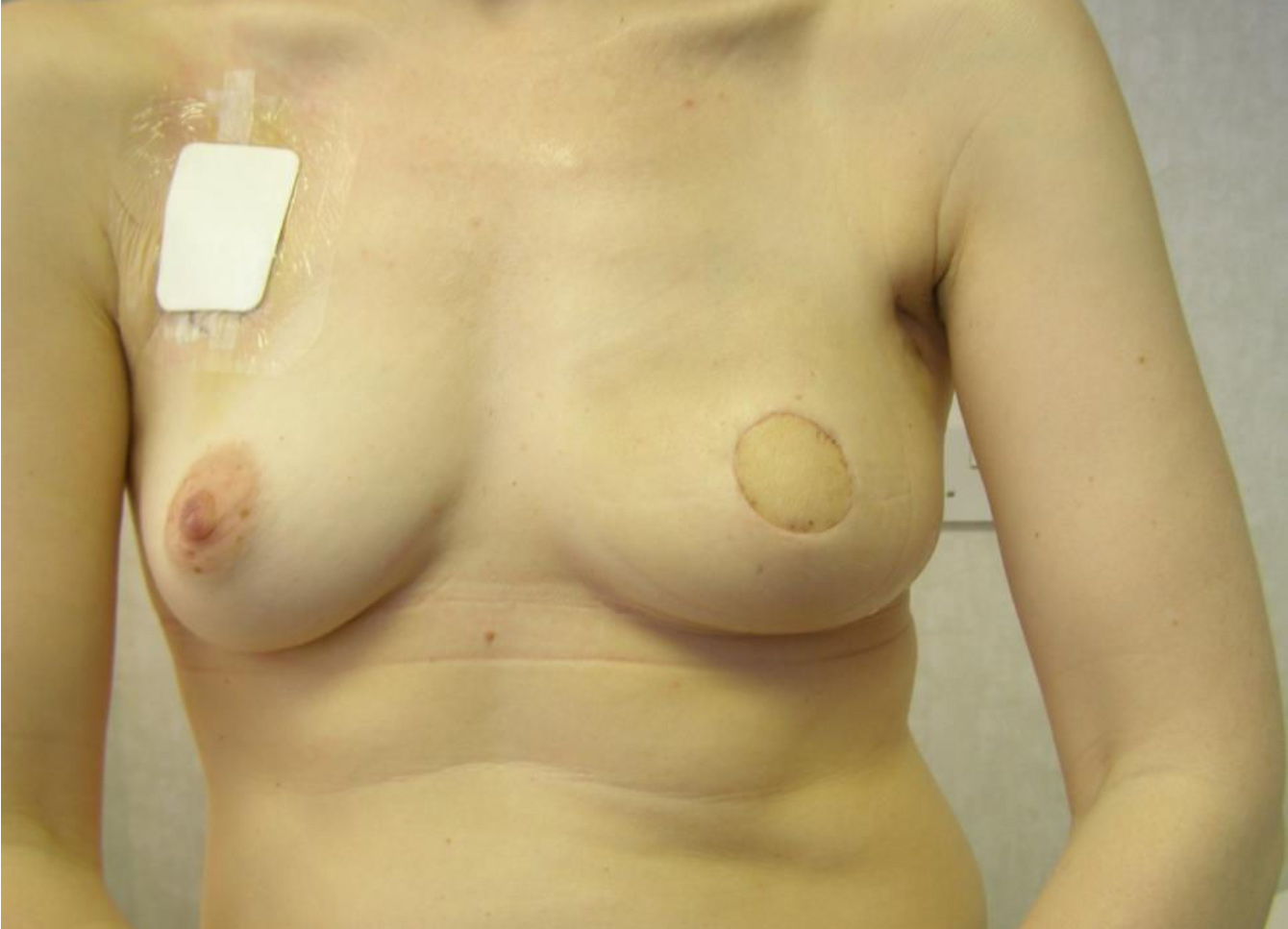
Hautsparende Mastektomie (skin sparing mastectomy, SSM) mit Brustrekonstruktion unter Verwendung eines autologen Implantates eines Lappens des Musculus latissimus dorsi bei der linken Brust einer 45 Jahre alten Frau. Vor der Rekonstruktion der Brustwarze und Tätowierung des Brustwarzenhofes. (Vergrößerte Aufnahme der linken Brust)

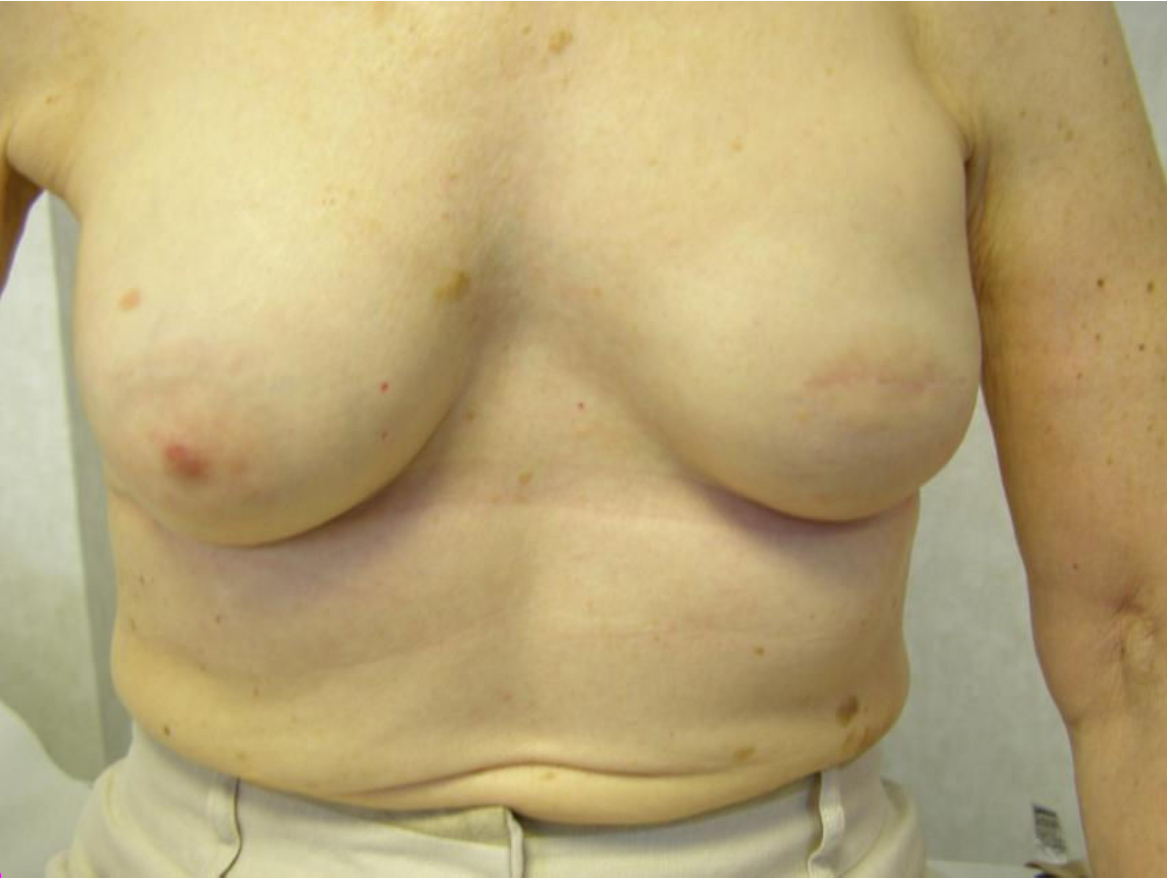
Hautsparende Mastektomie und Rekonstruktion der linken Brust mit einem Implantat, bei einer 70-jährigen Frau.

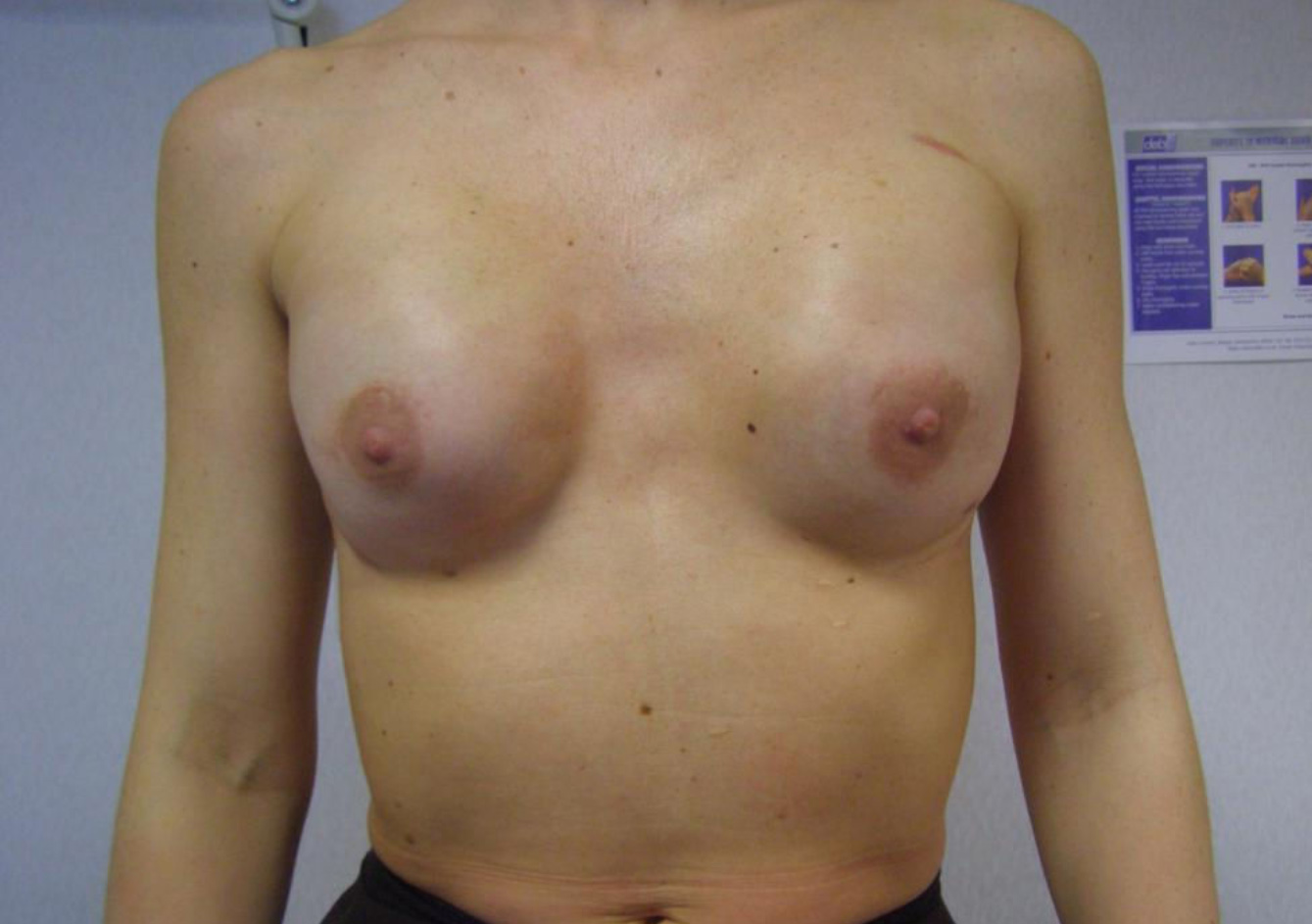
Beidseitige brustwarzenerhaltende Mastektomie (nipple sparing mastectomy, NSM) mit Implantaten.

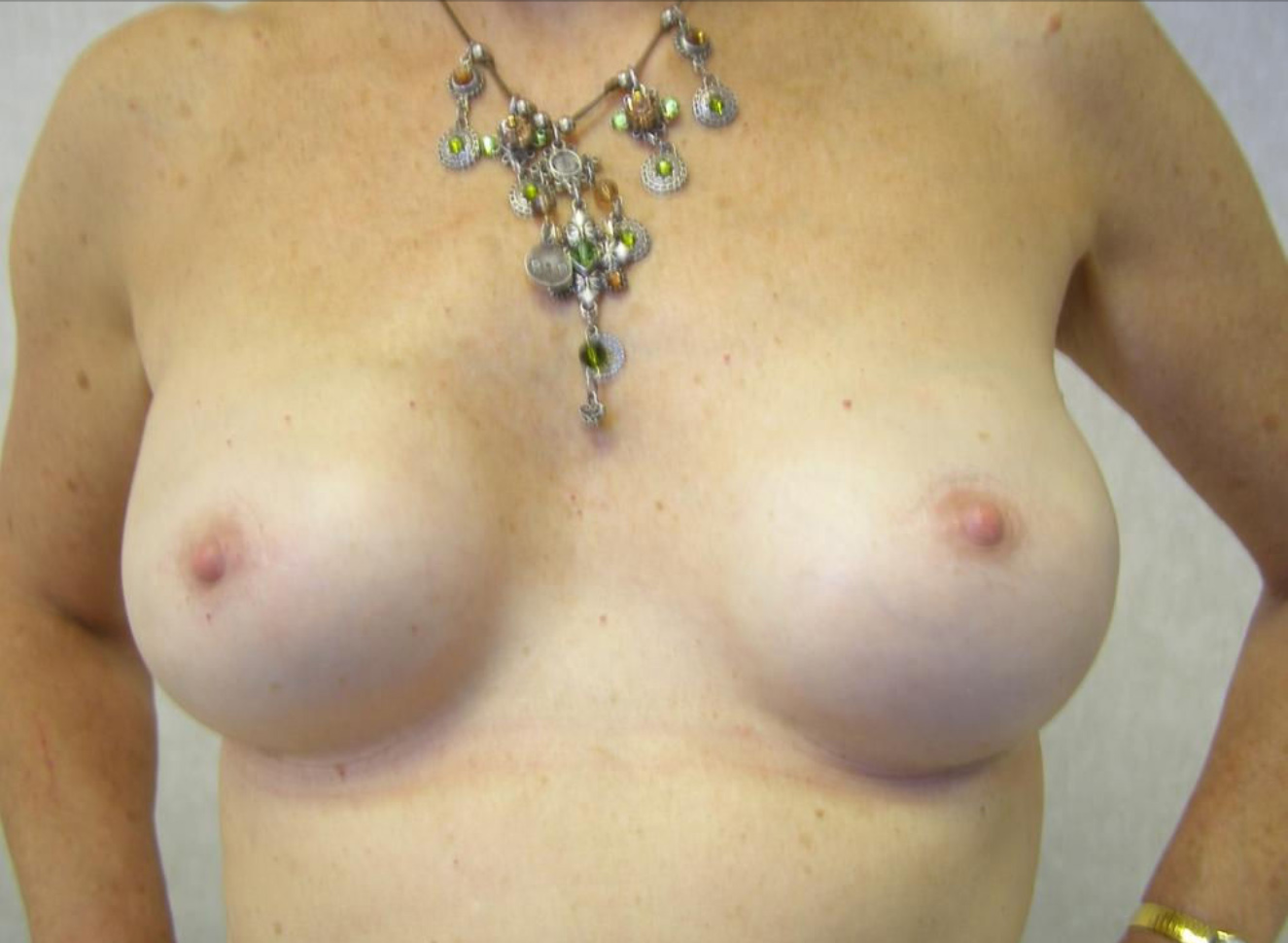
Beidseitige brustwarzenerhaltende Mastektomie mit Implantaten nach beidseitigem Brustkrebs bei einer 57-jährigen Frau.

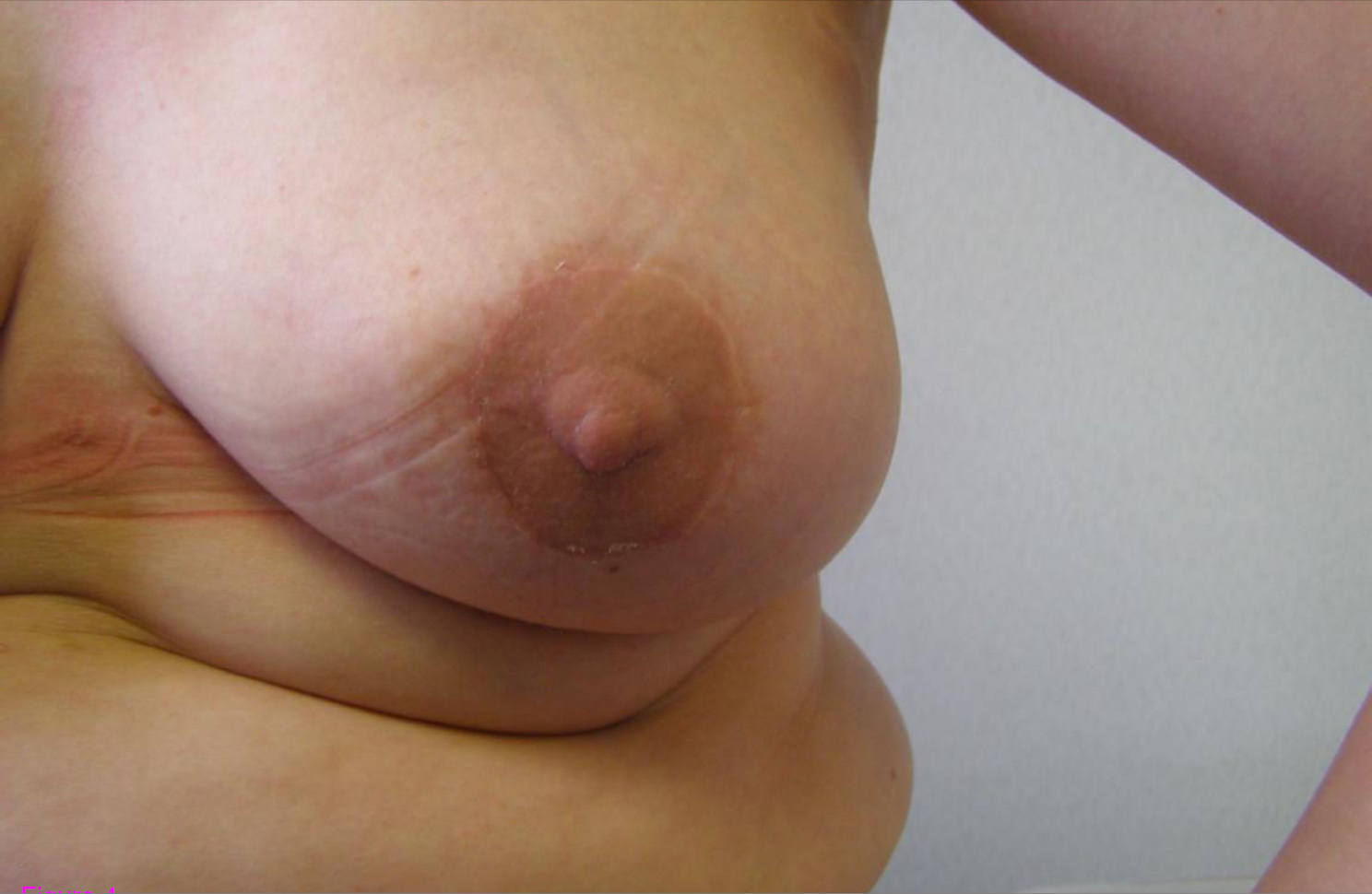
Rekonstruktion einer Brustwarze und anschließende Tätowierung des Warzenhofes.

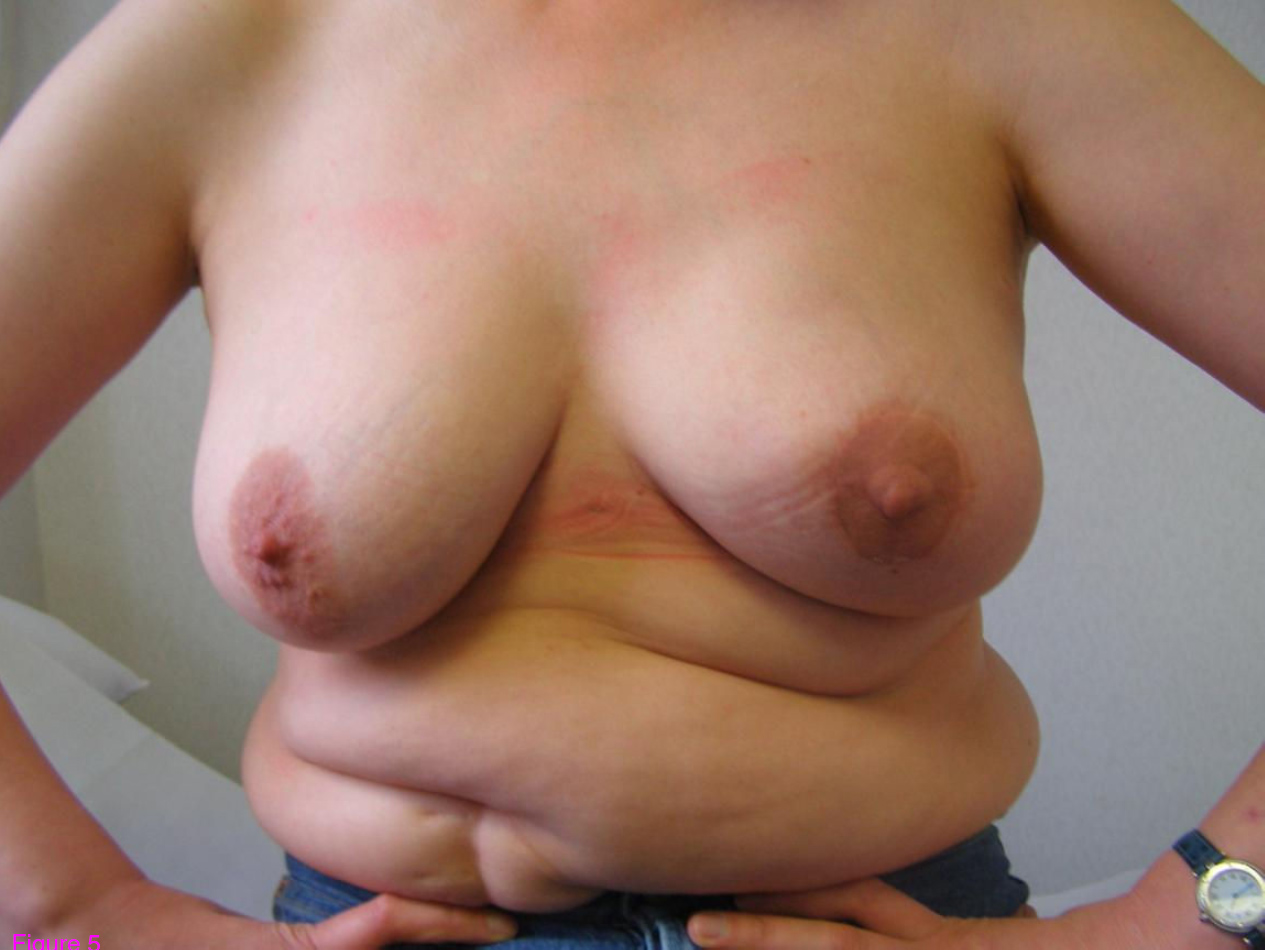
Hautsparende Mastektomie mit Rekonstruktion der Brust mit einem Lappen des M. latissimus dorsi und Rekonstruktion der Brustwarze inkl. Tätowierung der Brustwarze.

## Allgemeines
Jede zehnte Frau erkrankt heute im Laufe ihres Lebens an einer bösartigen Entartung des Brustdrüsengewebes. Einmal von dieser Krankheit betroffen, sieht sich die Patientin mit zwei fundamentalen Veränderungen konfrontiert: Einerseits bedroht die Erkrankung vielleicht das Leben. Andererseits ist eine deutliche Entstellung der Brust und damit die Zerstörung des weiblichen Selbstbildes zu befürchten.
Nach den Richtlinien der EUSOMA soll die Behandlung von Brustkrebs ausschließlich in zertifizierten Brustzentren erfolgen.
In diesen zertifizierten Brustzentren wird eine umfassende Therapie der Erkrankung durch Spezialisten verschiedener Fachrichtungen gewährleistet.

## Brusterhaltende Therapie (BET)
Etwa 70 Prozent aller Brustkrebserkrankungen können heute brusterhaltend behandelt werden.
Geschwulstentfernung (ggf. in Kombination mit plastisch-chirurgischen Eingriffen), Sentinellymphknoten-Entfernung (SLNB = Sentinel Lymph Node (Lymphknoten)-Biopsy) und/oder Axilladissektion (ALND) und Strahlentherapie
Die Entscheidung, ob eine BET erfolgen kann, hängt vom Volumenverhältnis der Geschwulst zur Brustgröße, dem Sitz und Verteilung der Geschwulst und der Art der Geschwulst ab. Die brusterhaltende Therapie ist sinnvoll, wenn die Brust ohne größere ästhetische Defizite erhalten werden kann. Plastisch-chirurgische Verfahren bieten oft eine ideale Kombination von hoher onkologischer (den Krebs betreffend) Sicherheit mit Wahrung und in Einzelfällen auch Verbesserung der ursprünglichen Brustform. Bei großen Brustvolumina und Asymmetrien kann eine Geschwulstentfernung mit plastisch-chirurgischen Umformungen und Volumenreduktionen ggf. auch der Gegenseite im Sinne einer Anpassung kombiniert werden. Die BET erfolgt obligat in Kombination mit einer nachfolgenden Bestrahlungstherapie.
Damit gewährleistet wird, dass die zur sicheren und ausreichenden Entfernung der Geschwulst erforderlichen Gewebsentfernungen vorgenommen werden, kann direkt während der Operation eine Schnellschnittdiagnostik erfolgen.

### Medizinische Gründe gegen eine BET
- Eine bestehende Schwangerschaft
- Vorangegangene Bestrahlungsbehandlungen der betroffenen Brust
- Rheumatoide Arthritis, Lupus erythematodes und Sklerodermie
- Ungünstiges Geschwulst / Brustvolumenverhältnis
- multizentrischer Befall der Brust

### Nicht-medizinischen Gründe gegen eine BET
- Fehlende Motivation die Brust zu erhalten
- Unmöglichkeit eine Bestrahlung konsequent durchzuführen
- Angst vor Bestrahlung
- Angst vor der Brust, die den Krebs hervorgebracht hat

## Volumenersetzende und volumenreduzierende Methode
Prinzipiell stehen zur Rekonstruktion der Brustform volumenersetzende oder volumenreduzierende
Methoden zur Verfügung.

### Im Rahmen der Brusterhaltung

#### Volumenersatz
- bei kleiner oder normaler Brust
- Ortsständige Drüsen- und Drüsen-Haut-Lappenplastiken,
- gestielte Haut-Muskel-Lappenplastiken

#### Volumenreduktion
- bei großer Brust
- Variationen der Reduktionsplastiken und Angleichung der Gegenseite

### Nach Entfernung der Brust

#### Volumenersatz
Zweizeitige Rekonstruktion durch Einlage eines Gewebeexpanders mit Aufdehnung der Haut über mehrere Wochen und anschließendem Tausch gegen ein permanentes Implantat, wobei heute vorrangig kohäsives Material verwendet wird, das bei Ruptur das Ausfließen in den Körper verhindert. Mittel- bis langfristig treten hier im Vergleich zu ästhetischen Brustvergrößerungen häufiger Probleme durch Kapselfibrosen in Form von Verhärtungen und Verformungen auf. Das ästhetische Ergebnis ist häufig nicht optimal, da die Brust keine natürliche Form hat.
Eigengewebsrekonstruktion durch gewebsgestielte regionale Lappenplastiken, z. B. der Latissimus dorsi Muskel-Unterhaut-Lappen oder der quere Unterbauchlappen (TRAM-Lappen). Diese Verfahren sind relativ sicher und einfach durchzuführen. Beim Latissimus muss aber häufig zusätzlich ein Implantat verwendet werden, um ein ausreichendes Volumen zu erhalten. Hierbei wird der Nachteil eines aufwändigeren Verfahrens mit dem Nachteil einer Fremdkörpereinbringung kombiniert. Der TRAM kann ausreichen, um auch mittlere bis große Brüste wiederherzustellen, der wesentliche Nachteil besteht aber in der Schwächung der Bauchwand durch die Entnahme des Gewebes und der gelegentlich schlechten Durchblutung mit Heilungsstörungen.
Eigengewebsrekonstruktion durch freie Gewebstransplantation mit mikrochirurgischem Gefäßanschluss, z. B. der Perforanslappen der A. epigastrica inferior (Tiefer inferiorer epigastrischer Perforatorlappen), einer verbesserten Variation des freien TRAM-Lappen-Plastik oder auch mit dem Perforanslappen der Arteria glutaea superior (SGAP-Lappenplastik) und dem SIEA-Flap (Superficial inferior epigastric artery). Diese Verfahren gehen mit einem erheblichen personellen und logistischen Aufwand einher und erfordern eine spezialisierte mikrochirurgische Ausbildung. Mit ihnen lässt sich ein dauerhaftes und ästhetisches Ergebnis erreichen, es besteht jedoch das Risiko eines vollständigen Gewebsverlustes bei einem Gefäßverschluss der Lappengefäße.

## Brustrekonstruktionen in der Praxis

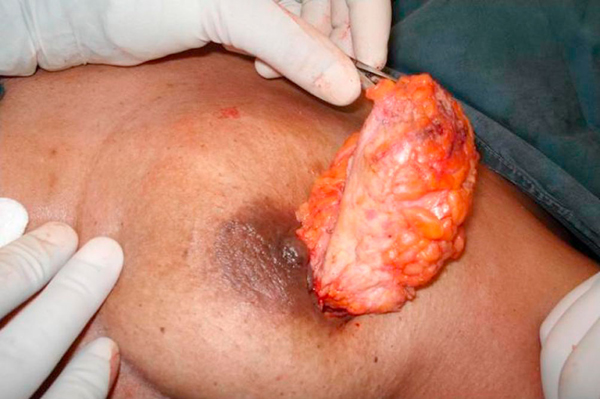
Entfernung eines Tumors im Bereich des Brustwarzenhofes durch einen zirkumareolaren Einschnitt.

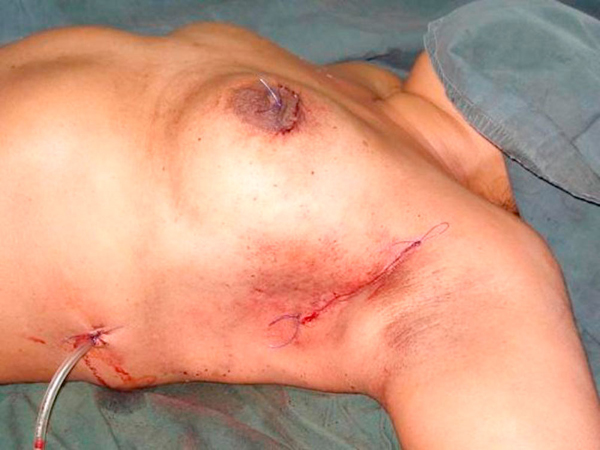
Unmittelbar nach der Entfernung des Tumors wurde die Brust mit körpereigenem Gewebe des Musculus latissimus dorsi wieder rekonstruiert. Im Bereich der Achsel der genähte Einschnitt von der Axilladissektion. Links unten eine Drainage.

In der täglichen Praxis zeigt sich immer wieder, dass sich betroffene Frauen aus verständlichen Gründen mit einer schnellen Entscheidung für oder gegen ein geeignetes Rekonstruktionsverfahren schwer tun. Gilt es doch unter dem Schock der Diagnose Brustkrebs, rational und kurzfristig eine Entscheidung für oder gegen einen Brustaufbau zu treffen. Vor diesem Hintergrund wird die endgültige Entscheidung über die konkrete Vorgehensweise zur Rekonstruktion, soweit dies medizinisch sinnvoll erscheint, teilweise zeitlich verschoben. So kann der Frau Zeit gegeben werden, sich mit der neuen Lebenssituation auseinanderzusetzen und in Ruhe mit ihren behandelnden Ärzten eine für die Patientin individuelle und angepasste Lösung zu finden. Während dieser Zeit durchläuft die Frau aber auch die sehr schwere Situation des Verlustes der Brust. Um dieses psychische Trauma zu vermeiden, kann eine primäre Rekonstruktion der Brust erfolgen, dieses Vorgehen sollte den Betroffenen bei der Therapiebesprechung angeboten werden. Hierbei erfolgt die Entfernung der Brust und der sofortige Aufbau, z. B. durch eine mikrochirurgische Eigengewebsverpflanzung. Dadurch kann die Form der Brust am besten geplant werden, ohne dass dabei die Krebstherapie eingeschränkt wird. Grundsätzlich darf auch die weitere Krebstherapie nicht von der Brustrekonstruktion beeinträchtigt werden. Eine ggf. erforderliche Bestrahlungsbehandlung spielt bei der Auswahl des Rekonstruktionsverfahrens eine ganz erhebliche Rolle. Bestrahltes Gewebe ist schlechter durchblutet als nicht bestrahltes Gewebe und neigt zusätzlich zur bindegewebigen Umwandlung. Daher ist eine Rekonstruktion der Brust mit Fremdmaterial (Implantaten) in bestrahltem Gewebe wesentlich häufiger mit Komplikationen belastet. Im Gegensatz dazu kann in bestrahltes Gewebe eingebrachtes, durchblutetes Eigengewebe die Weichgewebssituation erheblich verbessern.
Gegen eine Primär-Rekonstruktion spricht, dass Patienten durch die Diagnosestellung psychisch so stark belastet sein können, dass sie die Tragweite einer Rekonstruktion mit Eigengewebe nicht erkennen können. Alternativen der Eigengeweberekonstruktion und deren Risiken können nicht gegeneinander abgewogen werden. Immerhin besteht u. a. die Gefahr, dass die OP nicht den gewünschten Erfolg bringt oder das Eigengewebs-Transplantat abstirbt. Dann hat die Patientin neben der fehlenden Brust, auch noch einen nicht zu unterschätzenden Hebedefekt an der Entnahmestelle zu beklagen.
Auch werden in den Kliniken nicht alle Verfahren der Brustwiederherstellung mit Eigengewebe angeboten und nicht jeder Chirurg verfügt über die notwendige Erfahrung und das gleiche ästhetische Feingefühl, um ein für die jeweilige Patientin zufriedenstellendes Ergebnis zu erzielen. 
Es besteht die Gefahr, dass durch eine unbefriedigende Primär-Rekonstruktion die Patientin zusätzlich traumatisiert wird.
Bei hautsparender Mastektomie kann eine vorübergehende Versorgung mit einem Silikonimplantat mit Tabaksbeutelnaht die Vorteile einer primären Rekonstruktion bewahren. Der größte Vorteil aber ist, dass das Selbstbestimmungsrecht der Patientin in einer stabileren psychischen Situation gewährleistet ist.
Bei einer Ablatio findet in vielen Fällen keine Bestrahlung statt.